# PDP-6
El PDP-6 (Programmed Data Processor-6, "Procesador de Datos Programado") fue un modelo de computadora desarrollado por Digital Equipment Corporation (DEC) en 1963. Influyó principalmente como prototipo del PDP-10 que apareció más tarde; el juego de instrucciones de las dos máquinas es casi idéntico.

## Arquitectura
El PDP-6 fue la primera máquina "grande" de DEC. Usaba palabras de 36 bits, al igual que otras computadoras grandes de la época como IBM, Honeywell y General Electric. El direccionamiento se mantuvo en 18 bits, como en las máquinas anteriores de DEC, permitiendo tener una memoria principal de 256.000 palabras. La memoria era de núcleos de ferrita, y un sistema típico tenía 32.768 palabras (equivalente a 160kB en las máquinas modernas).
El juego de instrucciones puede catalogarse como "dirección de uno y medio"; las instrucciones contenían una dirección de memoria completa de 18 bits, y una segunda dirección de 4 bits que podía especificar una de las primeras 16 posiciones de memoria como "acumulador", o "AC". El campo de 4 bits restante en la instrucción permitía usar cualquier AC, excepto el AC0, como índice de registro.
Mucho, sino todos, de los sistemas PDP-6 estaban equipados con un opcional, la "Memoria Rápida Tipo 162", la que proveía 16 posiciones de memoria y estaba construida con flip-flops de transistores discretos. La Memoria Rápida (llamada también "acumuladores rápidos" o "ACs rápidos") sustituían a las primeras 16 posiciones de la memoria de núcleos y operaban cuatro veces más rápido.
El PDP-6 soportaba tiempo compartido mediante el uso de un bit de estado que seleccionaba entre dos modos de operación ("Ejecutivo" y "Usuario", con acceso a la E/S, etc., siendo restringida posteriormente), y un registro simple de relocalización/protección que permitía al espacio de memoria del usuario ser limitado a un determinado segmento de la memoria principal (un segundo registro de relocalización/protección para compartir "segmentos altos" fue agregado en la PDP-10). El principal sistema operativo usado en la máquina era una versión temprana del que después sería el TOPS-10, y en varios lugares se hicieron versiones personalizadas del sistema, las cuales tenían el código fuente disponible. El sistema operativo del ITS del MIT también se basó en el PDP-6.

## Usos
A nivel mundial, sólo se vendieron 23 PDP-6, la cantidad más baja de cualquier equipo DEC. Era complejo y costoso de construir, así como también complicado de instalar y poner operacional en el lugar del cliente. Adicionalmente, las pocas ventas hicieron que el PDP-6 fuera "duro de vender". Luego de un corto periodo en el mercado, DEC dio a conocer que estaba dejando el mercado de los 36 bits para concentrarse en sus máquinas más chicas nuevamente. Poco tiempo después de que corrieran estos rumores, comenzaron a trabajar en un nuevo diseño de 36 bits, el cual se lanzaría como la PDP-10.
El PDP-6 era impopular debido a la placa 6205, una placa grande (28 x 23 cm) la cual contenía 1 bit de AR, MB, y MQ (por lo tanto, había 36 de estas). Tenía 88 transistores, 2 conectores de 18 pines y dos de 22 pines (dos en cada lado del módulo). Debido a todos esos conectores, cambiar una placa era un trabajo importante, y por la forma en que se acoplaban, reparar una falla podía causar otra. También había miedo de apagar un PDP-6, debido a que ello ocasionaba, generalmente, que al menos una placa 6205 fallara.

## Legado
La experiencia con la 6205 llevó los diseñadores de los primeros modelos de PDP-10, el KA10 y KI10, para utilizar sólo placas pequeñas. No fue hasta el KL10 que las placas grandes fueron utilizadas nuevamente. Unos pocos coleccionistas tienen placas 6205, que las guardan celosamente como preciadas posesiones.
El directorio de DEC seguía considerando al sistema útil, porque se vendía a líderes en tecnología, como las universidades. Esto dio a DEC una serie de ventajas, incluyendo un pie en ese mercado, el acceso a asesoramiento sobre la futura dirección técnica de un grupo de usuarios con avanzados conocimientos técnicos, y, por último, una fuente de empleados jóvenes e inteligentes a medida que la empresa creció.
La PDP-6 de la Universidad de Stanford fue mostrada en el DECUS en 1984. La máquina fue trasladada al depósito de DEC después del evento. No hay registros de que esta máquina haya sido entregada al Museo de las Computadoras, de la que no formaba parte de DEC en 1984. A fines de los '90, Compaq donó el contenido de los archivos internos de DEC al Centro del Museo Histórico de las Computadoras. El gabinete de la Memoria Rápida de la PDP-6 de Stanford formaba parte de la donación. No hay pruebas de que los módulos que estaban a la venta en la tienda de regalos en el museo de computadoras de Boston eran de la PDP-6 de Stanford, ni tampoco existe ninguna prueba de que el museo ha tenido este equipo en su poder.